# Aeroporto di Fiume
L'aeroporto di Fiume, in croato Zračna luka Rijeka, è un aeroporto civile che serve la città di Fiume (in croato Rijeka) nella Regione litoraneo-montana in Croazia. Posto vicino al paese di Castelmuschio (in croato Omišalj), sull'isola di Veglia (in croato Krk), a 17 km dalla stazione ferroviaria di Fiume, è interessato da un traffico di voli di compagnie low cost europee in particolare durante la stagione estiva. L'aeroporto ha una pista da 2500 m e nel 2017 ha visto transitare 142.111 passeggeri.

## Storia
L'aeroporto di Fiume è stato inaugurato nel maggio 1970. Il primo aereo in partenza trasportò Tito e sua moglie.
Prima della seconda guerra mondiale Fiume era divisa tra la Jugoslavia e l'Italia. La parte jugoslava della città era servita dall'aerodromo di Sussak. La compagnia aerea nazionale Aeroput aprì una rotta che collega Sussak a Zagabria nel 1930, e un anno dopo fu aperta una rotta che collega Zagabria a Belgrado via Sussak, Spalato e Sarajevo. Nel 1936 Aeroput collegò la città a Belgrado, Borovo, Lubiana, Sarajevo, Spalato e Zagabria.
La parte italiana della città era collegata a molte città italiane con voli regolari forniti dalla compagnia italiana Ala Littoria.
In seguito, con la necessità di ospitare aerei più grandi, fu deciso di creare un nuovo aeroporto e venne scelta l'isola di Veglia.
Dal 1980 l'aeroporto è collegato alla città di fiume e alla terraferma attraverso il ponte di Veglia.